# (100435) 1996 LK2
(100435) 1996 LK2 es un asteroide perteneciente al cinturón de asteroides, descubierto el 8 de junio de 1996 por el equipo del Spacewatch desde el Observatorio Nacional de Kitt Peak, Arizona, Estados Unidos.

## Designación y nombre
Designado provisionalmente como 1996 LK2.

## Características orbitales
1996 LK2 está situado a una distancia media del Sol de 2,599 ua, pudiendo alejarse hasta 3,034 ua y acercarse hasta 2,165 ua. Su excentricidad es 0,167 y la inclinación orbital 7,885 grados. Emplea 1531 días en completar una órbita alrededor del Sol.

## Características físicas
La magnitud absoluta de 1996 LK2 es 16,2.